# 雅舍
雅舍是中国抗战时期，梁实秋在重慶市北碚區（當時為四川省北碚管理局）定居時的居所。為梁實秋故居。梁實秋著名的《雅舍小品》即創作於此。

## 历史
1940年梁实秋同吴景超共同在北碚主湾山腰购买了一栋平房，以吴景超妻龚业雅之名命名，即为“雅舍”。雅舍有屋6间，房子很简陋，分高低两磴。梁实秋住进后经常宾客迎门。抗战时期，居于北碚的一批骚人墨客，经常聚于此，吟诗作画，弹琴对弈。梁实秋在北碚雅舍寓居7年，创作了《雅舍小品》共计20余篇，在当时反响很大。1949年梁实秋到台湾后，将雅舍小品出成专集，再版了300余次，《雅舍小品》流传甚广。而“雅舍”之名也不胫而走，随着《雅舍小品》而为外人所知。2009年12月15日列為第二批重慶市文物保護單位。

## 位置
雅舍位于重庆市北碚区城区之中，天生路上天生路口与中山路口之间，周围分别是西南大学和区门诊。背后即是西南大学校内第一运动场。